# James Stockdale
James Bond "Jim" Stockdale, född 23 december 1923 i Abingdon, Illinois, död 5 juli 2005 i Coronado, Kalifornien, var en amerikansk viceamiral och marinflygare i USA:s flotta.

## Biografi
Stockdale tog examen från United States Naval Academy 1946. Han tjänstgjorde först efter examen som artilleriofficer på en jagare konverterad till minfartyg. 1949 antogs han till flygarutbildning vid Naval Air Station Pensacola. Stockdale videutbildades till testpilot vid Naval Air Station Patuxent River 1954. Mellan 1959 och 1962 studerade han vid Stanford University och tog där en masterexamen i internationella relationer.
Stockdale flög attackflygplanet A-4 Skyhawk från hangarfartyget USS Oriskany under Vietnamkriget, sköts ned i september 1965 och var därefter krigsfånge i sju år. Förmågan att överleva misären som krigsfånge tillerkände han stoicismen.
Stockdale erhöll 1976 Medal of Honor från USA:s president Gerald Ford. Stockdale var rektor för Naval War College innan sin pensionering från flottan 1979. Redan under fångenskapen hade hans hustru Sybil grundat organisationen National League of POW/MIA Families för familjer i liknande situationer och som förespråkade repatriering till USA av såväl kvarstående krigsfångar eller deras kvarlevor från Vietnam. Stockdale var efter pensioneringen även en senior fellow vid Hoover Institution.
Han var Ross Perots vicepresidentkandidat i dennes fristående kandidatur i USA:s presidentval 1992. Stockdale avled i juli 2005 i sviterna av Alzheimers sjukdom.